# Matthias ben Theophilus II
Matthias ben Theophilus was hogepriester in de Joodse tempel in Jeruzalem van 64 tot 66 na Chr. Hij moet niet verward worden met Matthias ben Theophilus I, die eerder hogepriester was.
Matthias was de laatste hogepriester voor het uitbreken van de Joodse Opstand. De opstand maakte een einde aan Matthias' hogepriesterschap. De Zeloten, die het initiatief voor de Opstand namen, meenden dat Matthias te nauwe banden onderhield met de Romeinen. De Zeloten benoemden Phannias ben Samuël tot nieuwe hogepriester. Over het verloop van de ambtswisseling en over het lot van Matthias is niets bekend.